# Gerald Green (Basketballspieler)
Gerald Green (* 26. Januar 1986 in Houston, Texas) ist ein US-amerikanischer Basketballspieler, der zuletzt bei den Houston Rockets in der National Basketball Association (NBA) unter Vertrag stand. Green ist bekannt für seine „Slam Dunks“ und seine enorme Sprungkraft. Zudem ist er ein guter Dreipunktschütze.

## Kindheit und High School
Gerald Green kam in Houston, Texas auf die Welt. Zur High School ging er an die Gulf Shores Academy in Houston. Als Senior erzielte er dort im Schnitt 33 Punkte, 12 Rebounds, 7 Assists und 3 Blocks pro Spiel. Er wurde All-American im McDonald's All-American Game und gewann den Slam Dunk Contest.

## NBA-Karriere
Green wurde im NBA-Draft 2005 von den Boston Celtics an 18. Stelle ausgewählt. In seiner Debütsaison bekam Green zunächst wenig Spielanteile; in 32 Spielen erzielte er in durchschnittlich 11,8 Minuten 5,2 Punkte und 1,2 Rebounds. Schon in seinem Rookie-Jahr machte sich sein Stil als „High-Flyer“ bekannt. Im Finale des Slam Dunk Contests 2007 gelang Green ein Windmill-Dunk, während er über einen Tisch sprang, wofür er die volle Punktzahl 50 bekam und Vorjahressieger Nate Robinson besiegte.
Im Juli 2007 wurde er mit vier anderen Spielern im Tausch für Kevin Garnett zu den Minnesota Timberwolves transferiert. Anschließend wechselte er zu den Houston Rockets, die ihn kurz darauf aus seinem Vertrag entließen. Im Juli 2008 unterschrieb Green einen Einjahresvertrag bei den Dallas Mavericks. Beim NBA All-Star Game 2008 gelang es ihm nicht, seinen Slam-Dunk-Erfolg vom Vorjahr gegen Dwight Howard zu verteidigen. 
Die folgenden zwei Jahre spielte er in Russland und China. 2011 bekam er einen Vertrag bei den Los Angeles Lakers, wurde jedoch nach nur acht Tagen wieder entlassen und spielte danach bei deren Farmteam in der D-League, den Los Angeles D-Fenders, bis ihn die New Jersey Nets unter Vertrag nahmen. Bei den Nets konnte Green mit guten Statistiken auf sich aufmerksam machen und erhielt zur Saison 2012/13 ein Vertragsangebot der Indiana Pacers, welches er annahm.
Im Sommer 2013 wechselte er zu den Phoenix Suns. In der Saison 2013/14 sorgte Green aufgrund guter Statistiken für Aufsehen. Er erzielte im Durchschnitt 15,8 Punkte, 3,4 Rebounds und 1,5 Assists, womit die Saison als seine bisher erfolgreichste gilt. Deshalb galt er als Anwärter für den NBA Most Improved Player Award, den jedoch sein Teamkollege Goran Dragic gewann. Den Bestwert seiner Karriere erzielte er am 6. März 2014 in einem Spiel gegen die Oklahoma City Thunder mit 41 Punkten.
Ab dem Sommer 2015 spielte Green für ein Jahr bei den Miami Heat. Im Sommer 2016 folgte ein Wechsel zurück zu seinem ersten NBA-Club, den Boston Celtics, wo er bis Ende der Spielzeit 2016/17 spielte. Von Dezember 2017 bis Februar 2020 stand Green bei den Houston Rockets unter Vertrag.